# 肯德爾·馬歇爾
肯德爾·德万·馬歇爾（英語：Kendall Dewan Marshall，1991年8月19日—），美國籃球運動員。他在2012年NBA選秀中第1輪第13順位被鳳凰城太陽選中。現已退休。

## 高中時期
馬歇爾在高四時帶領歐康諾主教高中得到2010維吉尼亞洲私立高中第一級的冠軍，之後帶領校隊在華盛頓天主教學校運動員聯賽晉級四強。馬歇爾在高四的平均成績為35.3分、12.4個籃板及10.2次的助攻。

## 大學生涯

### 大一時期
馬歇爾在北卡的第一年主要是擔任學長拉里·德魯二世的替補。然而，在一場大輸20分給喬治亞理工學院的比賽後，總教練羅伊·威廉斯將馬歇爾排進了先發名單，而隨後就打敗了克萊門森大學。之後德魯就轉學到洛杉磯加州大學，馬歇爾就成為了先發球員。

### 大二時期
馬歇爾在大二時大發異彩，以351次的助攻打破由校友Ed Cota所保持的校史紀錄， 2012年3月9日，馬歇爾以311次的助攻打破了由Craig Neal所保持的大西洋沿岸聯盟紀錄。
2012年3月18日，馬歇爾於對上克瑞顿大学的比賽中，在一次上籃後重心不穩，手部重摔落地造成手腕骨折之後就缺席了當季的所有比賽，之後北卡也在區域決賽遭到堪薩斯大學淘汰。
馬歇爾贏得了鮑伯·庫西獎成為了北卡羅來納州立大學的第三名得獎者。
2012年3月29日馬歇爾宣佈將與同校同學哈里森·巴恩斯、約翰·韓森、泰勒·齊勒一起參加2012年NBA選秀。

### 大學生涯數據
| 賽季    | 球隊       | GP | GS | MPG  | FG%  | 3P%  | FT%  | RPG | APG | SPG | BPG | PPG |
| ------- | ---------- | -- | -- | ---- | ---- | ---- | ---- | --- | --- | --- | --- | --- |
| 2010–11 | 北卡羅來納 | 37 | 20 | 24.6 | .420 | .354 | .690 | 2.1 | 6.2 | 1.1 | 0.1 | 6.2 |
| 2011–12 | 北卡羅來納 | 36 | 36 | 33.0 | .467 | .385 | .696 | 2.6 | 9.8 | 1.2 | 0.2 | 8.1 |
| 生涯    | 北卡羅來納 | 73 | 56 | 28.8 | .445 | .366 | .693 | 2.3 | 8.0 | 1.1 | 0.1 | 7.2 |

## 職業生涯

### 鳳凰城太陽（2012-2013）
2012年7月6日，馬歇爾與太陽隊簽下複數年合約他參加了太陽隊的2012夏季訓練營，在第一場比賽中得到5助攻及3抄截的成績在訓練營的最後一場比賽，馬歇爾以15分10助攻達成雙十表現，而球隊也以96比87 擊敗曼非斯灰熊。
2012年11月4日，馬歇爾在對上奧蘭多魔術的比賽初次亮相，但並沒有得到任何成績。一天之後，他在對上邁阿密熱火的慘敗中得到2次助攻及1次抄截的紀錄。2013年2月5日在曼非斯灰熊的比賽中，馬歇爾得到單季最高的11分外加4次助攻。2013年3月27日，馬歇爾首次先發，在對上猶他爵士的比賽中，他傳出了13次的助攻，也是首次在NBA傳出雙位數的助攻。在他先發的3場比賽他共傳出37次的助攻。
2012年11月29日太陽隊將馬歇爾下放至發展聯盟的貝克斯菲爾德果醬被下放的第一場比賽，馬歇爾得到21分8助攻及2籃板的表現終場以102比95贏球聖克魯斯勇士，馬歇爾在12月21日被太陽隊召回。
2013年10月25日, 太陽隊將中鋒馬爾欽·戈塔特和3名後衛馬歇爾、沙朗·布朗與馬爾科姆·李換到巫師隊，換來艾美卡·歐卡佛以及2014年的首輪選秀權。三天之後，馬歇爾、布朗與李三人都遭到巫師隊釋出。

### 德拉瓦87人（發展聯盟）
2013年12月3日，馬歇爾與德拉瓦87人簽約他在德拉瓦87人第一場就得到31分10助攻9籃板外帶2抄截的佳績。總共先發7場比賽，平均19.4分、4.7個籃板及9.6次助攻

### 洛杉磯湖人（2013-2014）
2013年12月20日，湖人隊因為史蒂夫·奈許、喬丹·法瑪爾、史蒂夫·布雷克等3名後衛接連受傷，與馬歇爾簽下了複數年的非保證合約。2014年1月3日，馬歇爾首次在湖人隊先發就得到20分15助攻6籃板的佳績，帶領球隊以110比99打敗猶他爵士同時終止6連敗。而在下一場對上丹佛金塊的比賽他傳出生涯新高的17次助攻。

### 密爾瓦基公鹿（2014-2015）
2014年7月20日，2015年1月17日馬歇爾聲稱放棄由密爾沃基雄鹿隊在，他被排除了2014-15賽季的其餘部分月份遭受撕裂的前十字韌帶（ACL）在他的右膝蓋。
2015年2月19日，馬歇爾被交易回菲尼克斯太陽隊在三隊交易中還涉及到費城76人。

### 費城76人（2015-2016）
2015年9月9日，馬歇爾與費城76人簽約。

## NBA生涯數據

### 例行賽
| 賽季    | 球隊         | GP  | GS | MPG  | FG%  | 3P%  | FT%  | RPG | APG | SPG | BPG | PPG |
| ------- | ------------ | --- | -- | ---- | ---- | ---- | ---- | --- | --- | --- | --- | --- |
| 2012–13 | 鳳凰城太陽   | 48  | 3  | 14.6 | .371 | .315 | .571 | .9  | 3.0 | .5  | .1  | 3.0 |
| 2013–14 | 洛杉矶湖人   | 54  | 45 | 29.0 | .406 | .399 | .528 | 2.9 | 8.8 | .9  | .1  | 8.0 |
| 2014–15 | 密爾瓦基公鹿 | 28  | 3  | 14.9 | .455 | .391 | .888 | 1.0 | 3.1 | .8  | .0  | 4.2 |
| 2015–16 | 費城76人     | 30  | 6  | 13.3 | .364 | .327 | .692 | .9  | 2.4 | .5  | .1  | 3.7 |
| Career  |              | 160 | 57 | 19.3 | .399 | .370 | .611 | 1.6 | 4.9 | .7  | .1  | 5.0 |

## 球員特色
標準的傳統控球後衛，以傳球為第一優先，助攻能力佳並能控制失誤。缺點在於體能一般，且缺乏穩定的遠投能力，得分能力在NBA層級只有一般水準。

## 資料來源
1. ↑  Andy KatzSenior Writer, ESPN.comFollowArchive. . Sports.espn.go.com. 2011-03-16  [2012-07-11]. （原始内容存档于2014-01-04）.
2. ↑  . Content.usatoday.com. 2012-03-19  [2012-07-11]. （原始内容存档于2017-05-29）.
3. ↑  .   [2014-02-07]. （原始内容存档于2014-01-06）.
4. ↑  Beard, Aaron. . Boston.com. March 29, 2012  [November 28, 2013]. （原始内容存档于2016-03-04）.
5. ↑  . ESPN.com. July 16, 2012  [November 28, 2013]. （原始内容存档于2016-03-25）.
6. ↑  . NBA.com. July 17, 2012  [November 28, 2013]. （原始内容存档于2020-11-11）.
7. ↑  . NBA.com. July 21, 2012  [November 28, 2013]. （原始内容存档于2013-10-26）.
8. ↑  Phoenix Suns Assign Rookie Kendall Marshall to NBA D-League Affiliate Bakersfield Jam 的存檔，存档日期2012-11-30.
9. ↑  .   [2014-02-07]. （原始内容存档于2019-05-19）.
10. ↑  . NBA.com. Turner Sports Interactive, Inc. October 25, 2013  [October 25, 2013]. （原始内容存档于2015-10-25）.
11. ↑  . NBA.com. Turner Sports Interactive, Inc. October 28, 2013  [October 28, 2013]. （原始内容存档于2019-12-28）.
12. ↑  . NJ.com. New Jersey On-Line LLC. December 3, 2013  [December 3, 2013]. （原始内容存档于2016-03-04）.
13. ↑  Vipers Stay Perfect With 139-126 Win Over Delaware 的存檔，存档日期2013-12-08.
14. 1 2  . NBA.com. Turner Sports Interactive, Inc. December 20, 2013  [December 24, 2013]. （原始内容存档于2021-01-19）.
15. ↑  .   [2014-02-08]. （原始内容存档于2014-04-22）.
16. ↑  .   [2014-02-08]. （原始内容存档于2014-05-10）.
17. ↑  .   [2014-02-08]. （原始内容存档于2014-02-08）.
18. ↑  失業後衛「馬來瘋」重現林來瘋
19. ↑  . NBA.com. January 17, 2015  [January 20, 2015]. （原始内容存档于2020-11-08）.
20. ↑  . NBA.com. February 21, 2015  [February 21, 2015]. （原始内容存档于2020-12-04）.
21. ↑  . NBA.com. September 9, 2015  [September 9, 2015]. （原始内容存档于2021-01-21）.

## 外部連結
- Nbadraft.net的評估 （页面存档备份，存于）
- Draftexpress.com的資料 （页面存档备份，存于）